# CHEMISTRY 2001-2011
『CHEMISTRY 2001-2011』（ケミストリー 2001-2011）は、CHEMISTRY2枚目のベスト・アルバム。2011年3月2日発売。

## 解説
デビューから10周年を記念したベスト・アルバム。通常盤（2CD）、初回限定生産盤（2CD+1DVD）、完全生産限定盤（2CD+2DVD）の3形態での発売。CD1枚目はヒット曲、CD2枚目は事前に行われたファン投票結果、CHEMISTRYが選んだ楽曲。DVD1枚目は過去のミュージック・ビデオ、DVD2枚目はCHEMISTRYが過去のライブ映像から厳選した映像を収録…と収録内容発表前に告知されていたが、実際の収録内容発表時は、CD1枚目がヒット曲、CD2枚目がファン投票&自選の括りが撤廃。そういう記述も商品紹介から削除された。2011年2月16日発売シングル「a better tomorrow」、同日発売シングル「merry-go-round」も収録されている。
川畑は「CHEMISTRY 2001-2011」を制作する際、CHEMISTRYのアルバムを全て聴き直した。
印象的なCHEMISTRYの曲について堂珍は「『My Gift to You』とかやっぱり凄く自分が自分と歌の距離感というのがあんまりずっと変わらず、ずっと一緒に、過ごせたような感じがあるんで好きですよね」と述べ、川畑は「デビューする前のオーディションの時のが入ってるんですけど、『My Cherie Amour』。あれが初めてのレコーディングなんですよ。スタジオの感じとかその時のやり取り凄い覚えてて」と述べ、ファン投票について堂珍は「意外にこの曲が上位に来てたなとか。新しめのアルバムの中から結構入ってたんでそれが嬉しかった」と述べた。
デビュー曲「PIECES OF A DREAM」について川畑は「今この曲を聴くとしっかり向き合えるし、財産ですね。自分達のこの曲があったからこそたくさんの人に聴いてもらう事ができたんだ。大切な曲だな」と述べ、特典について堂珍は「喜んでもらいたかったですし、隠さずに出し惜しみせず」と述べた。
「CHEMISTRY 2001-2011」について川畑は「僕らの10年の歴史がぎっしりともう詰まった作品となっています」と述べた。

## 収録曲

### CD

#### Disc.1
1. PIECES OF A DREAM
1stシングル。
2. You Go Your Way
3rdシングル。
3. 愛しすぎて
1stアルバム『The Way We Are』収録曲。
4. 合鍵
1stアルバム『The Way We Are』収録曲。
5. It Takes Two
6thシングル「It Takes Two／SOLID DREAM／MOVE ON」の1曲目。
6. 月夜
2ndアルバム『Second to None』収録曲。
7. YOUR NAME NEVER GONE
9thシングル「YOUR NAME NEVER GONE／Now or Never／You Got Me」の1曲目。
8. Why
コンセプト・アルバム『Hot Chemistry』収録曲。
9. This Night
21stシングル。
10. deep inside of you
5thアルバム『Face to Face』収録曲。
11. Life goes on 〜side K〜
24thシングル。
12. Once Again
27thシングル「あの日… feat. 童子-T／Once Again」の2曲目。
13. Go Alone
6thアルバム『regeneration』収録曲。
14. I'll steal your heart
6thアルバム『regeneration』収録曲。
15. Shawty
29thシングル。
16. a better tomorrow
31stシングル。

#### Disc.2
1. Point of No Return
2ndシングル。
2. My Cherie Amour
仮デビューシングル「最後の夜／My Cherie Amour」の2曲目。
3. TWO
1stシングル「PIECES OF A DREAM」カップリング曲。
4. 君をさがしてた〜The Wedding Song〜
2ndシングル「Point of No Return」のカップリング曲。
5. Let's Get Together Now (JAPAN ver.)
Voices of KOREA/JAPAN名義のシングル。
6. My Gift to You
7thシングル。
7. 最後の夜
仮デビューシングル「最後の夜／My Cherie Amour」の1曲目。
8. almost in love
16thシングル。
9. Grind For Me
4thアルバム『fo(u)r』収録曲。
10. 最期の川
22ndシングル。
11. 君のキス
5thアルバム『Face to Face』収録曲。
12. キスからはじめよう
25thシングル「恋する雪 愛する空」のカップリング曲。
13. Period
28thシングル。
14. ALL MY LOVE
6thアルバム『regeneration』収録曲。
15. merry-go-round
32ndシングル。

### DVD

#### Disc.1 BEST MUSIC VIDEO
※完全生産限定盤/初回生産限定盤のみ
1. PIECES OF A DREAM
2. Point of No Return
3. You Go Your Way
4. 君をさがしてた 〜New Jersey United〜
4thシングル。
5. My Gift to You
6. YOUR NAME NEVER GONE
7. So in Vain
10thシングル。
8. mirage in blue
11thシングル。
9. 遠影 feat. John Legend
18thシングル。
10. This Night
11. 最期の川
12. 輝く夜
23rdシングル。
13. Life goes on
24thシングル。
14. Shawty
15. Keep Your Love
30thシングル。
16. a better tomorrow
17. Point of No Return Making
18. You Go Your Way Making
19. 君をさがしてた 〜New Jersey United〜Making
20. My Gift to You Making
21. YOUR NAME NEVER GONE Making
22. So in Vain Making
23. mirage in blueMaking
24. This Night Making
25. 輝く夜 Making
26. Life goes on Making
27. Shawty Making
28. Keep Your Love Making

#### Disc.2 BEST LIVE PERFORMANCE VIDEO
※完全生産限定盤のみ
1. PIECES OF A DREAM
2. Point of No Return
～from 1st Live 「CHEMISTRY LIVE 」in 恵比寿ガーデンルーム on 2001.06.12
3. TWO
4. B.M.N. (BIG MAN, NOW)
5. 君をさがしてた〜The Wedding Song〜
～from「J-WAVE LIVE 2000+1」in 国立代々木競技場第一体育館 on 2001.08.12
6. アシタヘカエル
7. You Go Your Way
8. YOUR NAME NEVER GONE
9. 月夜
～from「CHEMISTRY SPECIAL LIVE with STRINGS ORCHESTRA "ノール室内合奏団"」in 札幌コンサートホール Kitara 大ホール on 2003.11.25
10. MOVE ON
11. Now or Never
12. いとしい人
～from 4th Tour「CHEMISTRY 2004 ARENA TOUR "One×One"」in 国立代々木競技場第一体育館 on 2004.06.06
13. 最期の川
～from 6th Tour「CHEMISTRY 2008 TOUR "Face to Face"」in 日本武道館 on 2008.07.04
14. Life goes on
15. FLOATIN'
～from 7th Tour「CHEMISTRY 2010 TOUR regeneration」in 東京国際フォーラム on 2010.06.04

### 特典
- 全仕様共通
  - サインプリント入りアーティスト写真（特定店舗購入者対象）
  - 「a better tomorrow」とのW購入者対象プレミアムスタジオライブチケット・「CHEMISTRY 10th Anniversary Tour -neon-」ミート&グリート招待応募券

- 完全生産限定盤のみ
  - DVDサイズ・デジパック、三方背クリアBox、10th Anniversaryマフラータオル、History Photo Book、メッセージカード、「CHEMISTRY 10th Anniversary Tour -neon-」先行抽選予約チラシ

## 発売日一覧
| 地域         | 情報           | 規格                               | レーベル                          |
| ------------ | -------------- | ---------------------------------- | --------------------------------- |
| 日本         | 2011年3月2日   | CD+DVD、CD、デジタル・ダウンロード | デフスターレコーズ                |
| 韓国         | 2011年3月8日   | CD、デジタル・ダウンロード         | Sony Music (KR)                   |
| 台湾         | 2011年3月18日  | CD+DVD、デジタル・ダウンロード     | Sony Music Entertainment (Taiwan) |
| US           | 2011年3月30日  | デジタル・ダウンロード             |                                   |
| 香港         | 2012年10月12日 | デジタル・ダウンロード             |                                   |
| シンガポール | 2012年10月12日 | デジタル・ダウンロード             |                                   |